# イマイル
イマイル (imile) は、株式会社ベンチャーリパブリックがかつて運営していたミニブログサービス・情報コミュニティサイト。携帯電話専用サイトで、自分が「今いる」場所の出来事や風景、気になったものなどの情報を写真・位置情報と共に投稿して共有する。2008年10月にベータ版が公開され、試用期間を経て2009年8月14日に一般公開された。
Twitterを始めとするミニブログサービスの盛り上がりもあり、2009年9月3日付の『日本経済新聞』では「ミニブログサービスの競争本格化」として報じられた。
2012年2月29日午前11時をもってサービスを終了した。

## 概要
携帯電話で撮影した写真を、GPS機能を利用して地域ページと連動させながら「今、この場所で起きていること」を位置情報と共に写真で投稿することができるミニブログサービス。
「レストランの料理」や「きれいな夕焼け空」など、携帯電話で撮影した写真に位置情報と簡単なコメントを添えて投稿し、他のユーザーと感動の共有や追加情報の提供など、ユーザー同士のリアルタイムかつローカルなコミュニケーションを無料で楽しむことができた。また、非会員であっても閲覧は可能なため、位置情報が付加されたローカルな投稿が集積する地域情報・旅行情報サイトとしての側面も持つ。
「イマイル」に会員登録したユーザーは、「今を書き込む」ボタンを押すとGPS情報通知確認画面を経て現在地（何丁目単位）が表示され、「このエリアから投稿」ボタンによって携帯電話の電子メール作成画面へと切り替わる。その後は通常のメール作成と同様に、メール本文にコメントを記入して画像を添付して送信すると「イマイル」のトップ画面や自分のマイページにブログ形式で投稿が反映される仕組みとなっていた。
なお、位置情報は最小でも丁目単位となっており、詳細な住所情報が表示される訳ではない。市町村・都道府県単位でも投稿が可能であった。位置情報を付加しない「クイック書き込み」を使うこともできた。